# Chin Na
En las artes marciales chinas clásicas o Kung-fu, y modernas o Wushu (deporte) existen 4 grandes tipos, o conjuntos de técnicas. Teniendo en cuenta que durante el combate o pelea real, suelen intercalarse los 4 tipos distintos de técnicas: el pateo (Ti), el boxeo (chuan o Da), la lucha (shuai jiao) y el agarre-control de las articulaciones (qin-na / chin-na).
El Chin Na es el sistema de atrapes y palancas / luxaciones, e inmovilizaciones tanto en el combate en pie como en el combate en el suelo, que ha sido utilizado en las artes marciales chinas desde hace siglos. Estos atrapes, presas, luxaciones, estrangulaciones y uso de los puntos de presión derivan su codificación más conocida al conocido al Templo Shaolin y a los sabios taoístas, (aunque ya había con mucha anterioridad estilos marciales chinos desarrollados por los militares, los clanes familiares y las sociedades secretas) en los que comenzaron a ser estructuradas y a florecer (debido a ser consideradas técnicas de misericordia entre los monjes, evitando tomar la vida del oponente) desde finales del siglo V y comienzos del siglo VI para ser integradas en lo que hoy en día llamamos artes marciales chinas o kung fu.

## Orígenes
A lo largo de los siglos, los monjes guerreros pertenecientes a los templos budistas y taoístas, sistematizaron y desarrollaron varios de los estilos de combate sin armas, de origen familiar o militar; los cuales a lo largo del tiempo acabaron difundiéndose por diversas causas históricas al exterior de éstos lugares. Llegando a formar parte integral del acervo cultural chino. Estos apartados, que utilizaban los guerreros para luchar en caso de perder sus armas en la batalla, poseían además de técnicas de golpeo con manos y pies, diversas técnicas de agarres y palancas para inmovilizar a un atacante, someterle, estrangularle, o lesionar las articulaciones. Los monjes de los templos estaban especialmente versados en estas maniobras, las cuales se enseñaban normalmente de manera conjunta con otras técnicas de combate. 
No fue hasta el siglo XII, cuando el general Yueh Fei (1103-1142) creador del estilo de la garra del Águila (Ying Zhao), a finales de la dinastía Song, realiza un paquete de reformas en el ejército imperial, entre ellas la enseñanza del combate obligatorio sin armas a las tropas. Siendo él mismo un gran experto en Artes Marciales (requisito imprescindible para obtener una alta graduación en el ejército chino de entonces); el general Fei recopiló sus conocimientos de atrapes y palancas en 108 movimientos básicos, para ser enseñado con mayor facilidad. Con el tiempo aquella reforma surgida de la necesidad, influyó notablemente en los sistemas de combate chinos. A pesar de ser ya conocidos estos movimientos por los artistas marciales de la época, esta codificación que permitía enseñarlos de una manera relativamente simple, acabó siendo aceptada entre los practicantes, de manera que se conservó como dentro de los movimientos de la tradición marcial china. Hoy por hoy se siguen enseñando estos movimientos en algunas escuelas tradicionales de Kung Fu, conservando los parámetros originales, divulgados por el general Fei.

## Clasificación y métodos
Según el maestro Yang Jwing-Ming, en su libro: Shaolin Chin Na, del año 2004. El Chin Na, tiene 5 categorías, a saber: 
1. Dividir el músculo y/o tendón (Fen Jin)
2. Reacomodar el hueso (Cuo Gu)
3. Sellar el aliento (Bi Qi)
4. Sellar o bloquear la arteria/ vena (Duan Mai), o presionar la arteria o vena (Dian Mai) 
5. Presionar las cavidades o meridianos (Dian Xue)
Estas cinco categorías están incluidas en los métodos de luxación, y captura siendo estos:  
A. Del círculo pequeño (Xiao Quan), o para dedos y muñecas.
B. Del círculo mediano (Zhong Quan), o del codo y rodilla.
C. Del círculo amplio (Da Quan), o del codo y hombro junto con movimientos de pasos. 
Asimismo se menciona que la práctica del Chin Na requiere fuerza (Jin) y rapidez (Su), específicas de parte del practicante en su ámbito físico, y en su parte mental del entrenamiento de la energía interna (Chi), concentración mental (Yi), espíritu (Shen), sensibilidad (Gan Jue), y reacción / percepción (Fan Ying).

## Influencias en otras artes marciales
En las artes marciales japonesas al "Chin Na" se le conoce como el arte del como Koppo o koppo-jutsu, en su mayoría utilizado y cultivado por los estilos del Jiu-jitsu tradicional, el Aikido, el Judo, y el ninjutsu. En Corea, el apartado del Chin Na, ha influenciado a la disciplina moderna del Hapkido. Asimismo en las Filipinas, las diversas técnicas de atrape, luxación, sujeción y estrangulación están también incluidas dentro del arte de la Eskrima/ Kali / Arnis. 